# Lučani
Lučani (en serbe cyrillique : Лучани) est une ville et une municipalité de Serbie situées dans le district de Moravica. Au recensement de 2011, la ville comptait 3 425 habitants et la municipalité dont elle est le centre 20 855.

## Géographie
Lučani est la capitale de la petite région de Dragačevo, une sous-région de celle de Stari Vlah ; pour cette raison, les habitants de la région nomment encore souvent la ville Dragačevo et ses habitants Dragačevci. La ville est située sur les bords de la Bjelica, un affluent gauche de la Zapadna Morava, et se trouve à proximité de la route européenne E761.
La municipalité de Lučani est entourée par le territoire de la ville de Čačak au nord et à l'est et par celui de la ville de Kraljevo à l'extrême sud-est, par les municipalités d'Ivanjica au sud, d'Arilje et Požega à l'ouest.

## Localités de la municipalité de Lučani

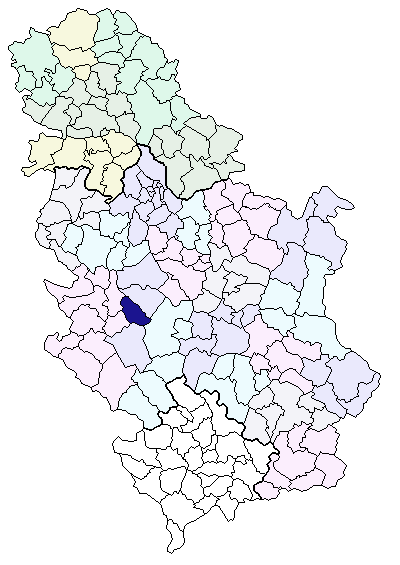
Localisation de la municipalité de Lučani en Serbie

La municipalité de Lučani compte 36 localités :
| - Beli Kamen - Viča - Vlasteljice - Vučkovica - Goračići - Gornja Kravarica - Gornji Dubac - Grab - Guberevci - Guča - Guča (selo) - Dljin | - Donja Kravarica - Donji Dubac - Dučalovići - Đerađ - Živica - Zeoke - Kaona - Kotraža - Krivača - Krstac - Lis - Lisice | - Lučani - Lučani (selo) - Markovica - Milatovići - Negrišori - Puhovo - Pšanik - Rogača - Rtari - Rti - Tijanje - Turica |

Lučani et Guča sont officiellement classées parmi les « localités urbaines » (en serbe : градско насеље et gradsko naselje) ; toutes les autres localités sont considérées comme des « villages » (село/selo).

## Démographie

### Ville

#### Évolution démographique dans la ville
| 1948 | 1953  | 1961  | 1971  | 1981  | 1991  | 2002  | 2011  |
| ---- | ----- | ----- | ----- | ----- | ----- | ----- | ----- |
| 455  | 1 256 | 1 505 | 2 653 | 3 310 | 4 130 | 4 309 | 3 425 |

## Politique

### Élections locales de 2004
À la suite des élections locales serbes de 2004, les 54 sièges de l'assemblée municipale de Lučani se répartissaient de la manière suivante :
| Parti                                          | Sièges |
| ---------------------------------------------- | ------ |
| Parti démocratique                             | 12     |
| Parti socialiste de Serbie                     | 12     |
| Parti démocratique de Serbie - Nouvelle Serbie | 10     |
| Parti radical serbe                            | 6      |
| Liste locale                                   | 5      |
| G17 Plus                                       | 3      |
| Mouvement Force de la Serbie                   | 3      |
| Mouvement serbe du renouveau                   | 3      |

Slobodan Jolović a été élu président (maire) de la municipalité.

### Élections locales de 2008
À la suite des élections locales serbes de 2008, les 54 sièges de l'assemblée municipale de Lučani se répartissaient de la manière suivante, :
| Parti                                                           | Sièges |
| --------------------------------------------------------------- | ------ |
| Mouvement pour le développement de Dragačevo                    | 15     |
| Pour une Serbie européenne                                      | 11     |
| Nouvelle Serbie                                                 | 10     |
| Parti radical serbe                                             | 6      |
| Parti socialiste de Serbie - Parti des retraités unis de Serbie | 5      |
| Liste « Pour une relance économique »                           | 4      |
| Parti libéral-démocrate                                         | 3      |

Slobodan Jolović, qui conduisait le Mouvement pour le développement de Dragačevo, a été réélu président (maire) de la municipalité. Vukoman Obrenić, membre du Parti radical serbe, a été élu président de l'assemblée municipale,.

## Tourisme

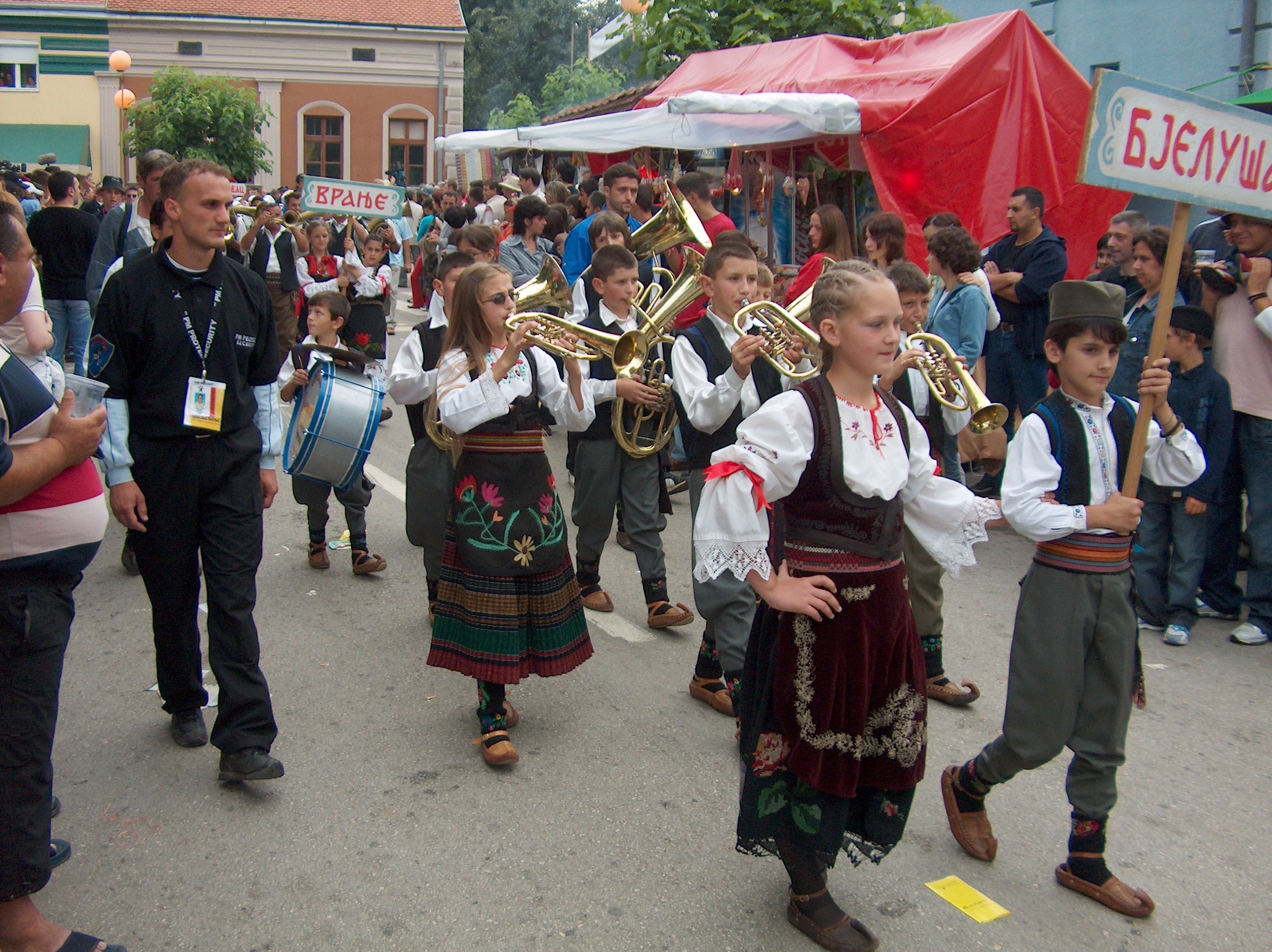
Défilé folklorique pendant le festival de trompette de Guča

Sur le territoire de la municipalité de Lučani se trouve la ville de Guča, qui accueille chaque année un festival international de trompette.